# Infección viral

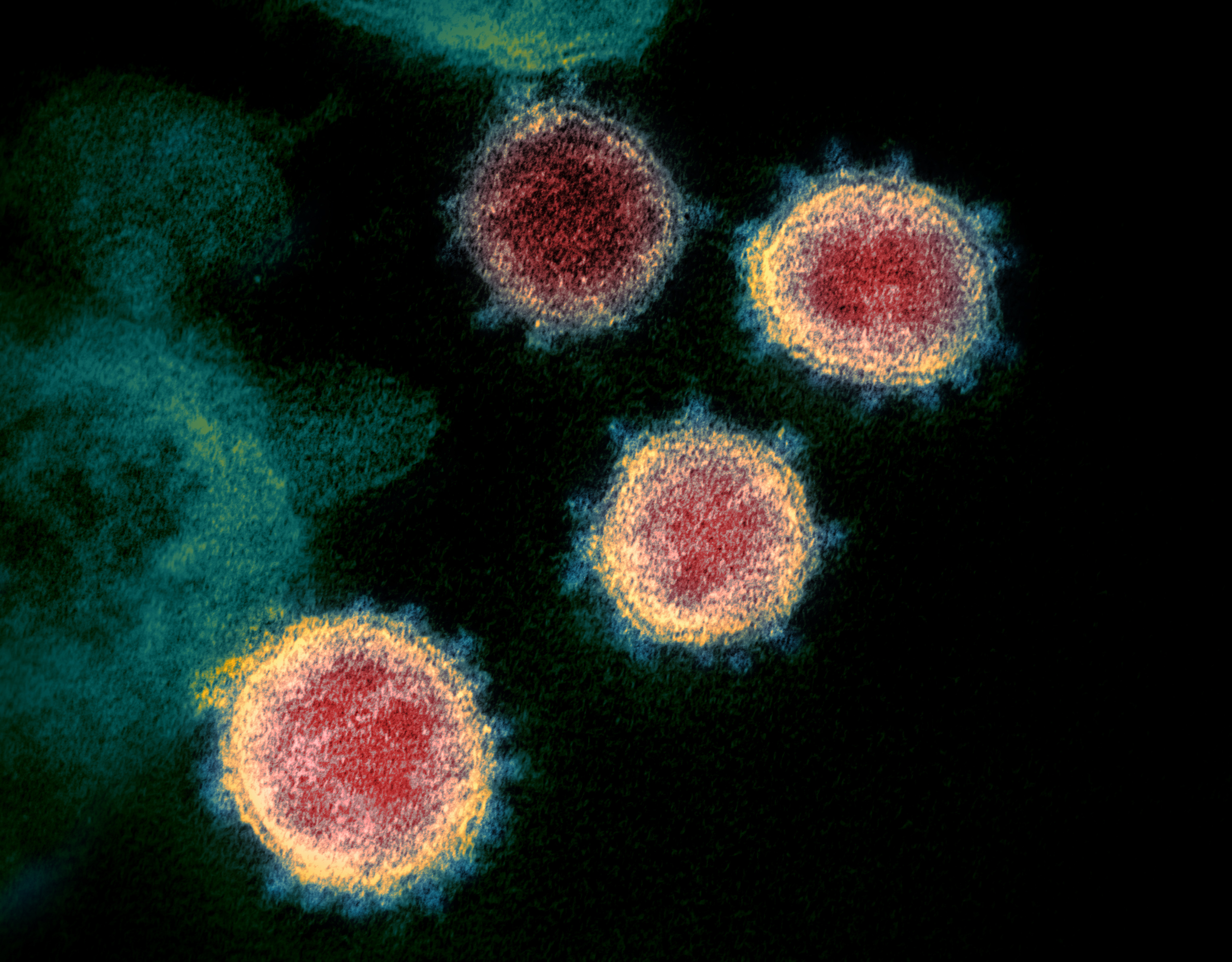
Imagen de microscopio en el que se aprecia el virus del SARS-CoV-2

Una enfermedad viral  (o proceso viral) o virosis ocurre cuando un organismo es invadido por virus patógenos y/o partículas como virosis contagiosas (viriones) que pueden adherirse a la superficie y/o penetrar las células susceptibles. Un gran número de virus pueden causar enfermedades contagiosas.

## Características estructurales
Ciertas características estructurales básicas, tal que el tipo de genoma, la forma del virion o el sitio de duplicación, están presentes en las diferentes especies de virus dentro de la misma familia. Actualmente hay 21 familias de virus conocidos por su capacidad de causar enfermedad en los seres humanos.
Existen 5 familias de virus con ADN de doble cadena. Entre ellas, solamente las familias Herpesviridae y Poxviridae poseen una envoltura vírica, que se compone de lípidos y proteínas víricas, originada a partir de la membrana plasmática de la célula hospedera. Las otras familias (Adenoviridae, Papillomaviridae y Polyomaviridae), no poseen dicha estructura. En dichas familias sin envoltura, la nucleocápside vírica es de forma icosaédrica.
También existe una familia que presenta tanto ADN de cadena doble como de cadena sencilla: Hepadnaviridae. Todas las especies de esta familia presentan envoltura.
Solamente una especie de virus de cadena sencilla puede infectar los seres humanos: Parvoviridae, que agrupa virus sin envoltura.
Existen siete familias cuyo material genético está compuesto de ARN de cadena sencilla y orientación positiva Astroviridae, Caliciviridae y Picornaviridae, que no poseen envoltura. Dichas familias también poseen una cápside icosaédrica. En las otras familias (Coronoviridae, Flaviviridae, Retroviridae y Togaviridae), la envoltura está presente. 
También existen seis familias que presentan ARN de cadena sencilla y orientación negativa: Arenaviridae, Bunyaviridae, Filoviridae, Orthomyxoviridae, Paramyxoviridae y Rhabdoviridae. Dichas familias presenta envoltura y nucleocápside helicoidal.
Por su parte, solamente la familia Reoviridae presenta ARN de doble cadena.
Curiosamente, el virus de Hepatitis D no ha sido asignado a ninguna de las familias existentes, debido a importantes diferencias con las familias que pueden infectar los seres humanos.
Por su parte, los virus de la familia Anelloviridae y el género Dependovirus son capaces de infectar los seres humanos, aunque aún no se ha reportado un desarrollo de enfermedad. Ambos grupos presentan especies sin envoltura, con ADN de cadena sencilla.

### Características víricas utilizadas en la clasificación de virus patógenos humanos
Entre las familias capaces de infectar los seres humanos existen una serie de reglas sencillas que pueden ser útiles para médicos y microbiólogos especialistas en virología.
Como regla general, los virus de ADN se duplican dentro del núcleo celular, mientras que los virus de ARN se duplican en el citoplasma. Algunas excepciones son los Poxvirus (virus ADN) que se duplican en el citoplasma, y los Orthomyxovirus y le virus de la hepatitis (virus de ARN) que se replican dentro del núcleo.
Cuatro familias poseen genomas de ARN segmentados (varias hebras de ARN de cadena sencilla no unidas entre ellas): Bunyaviridae, Orthomyxoviridae, Arenaviridae y Reoviridae (acrónimo BOAR).
Tres familias de virus son transmitidas exclusivamente por artrópodos: Bunyavirus, Flavivirus y Togavirus. Algunos Reoviruses también son transmitidos por dichos vectores. Todos ellos son virus de ARN.
Sólo una familia de virus con envoltura puede causar una gastroenteritis (Coronaviridae). Todos los otros virus asociados con esta enfermedad carecen de envoltura.
La siguiente tabla presenta solamente los virus de gran importancia clínica.
| Familia          | Clasificación de Baltimore | Especie importante | envoltura | Virion (forma)        | Sitio de duplicación |
| ---------------- | -------------------------- | --- | --------- | --------------------- | -------------------- |
| Adenoviridae     | Grupo I                    | Adenovirus | Presente  | Icosaedro             | Núcleo               |
| Herpesviridae    | Grupo I                    | Herpes simplex, tipo 1, Herpes simplex, tipo 2, Varicella-zóster virus, Epstein-barr virus, cytomegalovirus humano, herpesvirus humano, tipo 8 | Presente  | Complejo              | Núcleo               |
| Papillomaviridae | Grupo I                    | papillomavirus humano | Ausente   | Icosaedro             | Núcleo               |
| Polyomaviridae   | Grupo I                    | BK Virus, JC virus | Ausente   | Icosaedro             | Núcleo               |
| Poxviridae       | Grupo I                    | Viruela | Presente  | Complejo              | Citoplasma           |
| Hepadnaviridae   | Grupo VII                  | Hepatitis B virus | Presente  | Icosaedro             | Núcleo               |
| Parvoviridae     | Grupo II                   | bocavirus humano, Parvovirus B19 | Ausente   | Icosaedro             | Núcleo               |
| Astroviridae     | Grupo IV                   | astrovirus humano | Ausente   | Icosaedro             | Citoplasma           |
| Caliciviridae    | Grupo IV                   | Norwalk Virus | Ausente   | Icosaedro             | Citoplasma           |
| Picornaviridae   | Grupo IV                   | coxsackievirus, hepatitis Un virus, poliovirus, rhinovirus                                                                                     | Ausente   | Icosaedro             | Citoplasma           |
| Coronaviridae    | Grupo IV                   | Virus de síndrome respiratorio agudo severo | Presente  | hélice                | Citoplasma           |
| Flaviviridae     | Grupo IV                   | Hepatitis C virus, virus de fiebre amarilla, dengue virus, Dvirus del oeste del Nilo                                                           | Presente  | Icosaedro             | Citoplasma           |
| Togaviridae      | Grupo IV                   | Virus de rubeola | Presente  | Icosaedro             | Citoplasma           |
| Hepeviridae      | Grupo IV                   | Hepatitis E virus | Presente  | Icosaedro             | Citoplasma           |
| Retroviridae     | Grupo VI                   | Virus de immunodeficiencia humana (VIH) | Presente  | Icosaedro             | Núcleo               |
| Orthomyxoviridae | Grupo V                    | Virus de influenza | Presente  | hélice                | Núcleo               |
| Arenaviridae     | Grupo V                    | Guanarito Virus, Junin virus, Lassa virus, Machupo virus, Sabiá virus                                                                          | Presente  | hélice                | Citoplasma           |
| Bunyaviridae     | Grupo V                    | Virus de la fiebre hemorrágica de Crimea y el Congo                                                                                            | Presente  | hélice                | Citoplasma           |
| Filoviridae      | Grupo V                    | Ebola Virus, Marburg virus | Presente  | hélice                | Citoplasma           |
| Paramyxoviridae  | Grupo V                    | Measles Virus, Mumps virus, Parainfluenza virus, Virus respiratorio sincitial, metapneumovirus humano, Hendra virus, Nipah virus               | Presente  | hélice                | Citoplasma           |
| Rhabdoviridae    | Grupo V                    | Virus de la rabia | Presente  | hélice, forma de bala | Citoplasma           |
| Sin clasificar   | Grupo V                    | Hepatitis D | Presente  | Esférico              | Núcleo               |
| Reoviridae       | Grupo III                  | Rotavirus, Orbivirus, Coltivirus, Banna virus                                                                                                  | Ausente   | Icosaedro             | Citoplasma           |

### Características clínicas
Las características clínicas de virus pueden diferir sustancialmente entre especies dentro de la misma familia:
| Tipo                            | Familia          | Transmisión                                                                                              | Enfermedades | Tratamiento                                                                                  | Prevención                                                                                     | Diagnóstico en Laboratorio                                                                    |
| ------------------------------- | ---------------- | --- | --- | -------------------------------------------------------------------------------------------- | ---------------------------------------------------------------------------------------------- | --------------------------------------------------------------------------------------------- |
| adenovirus                      | adenoviridae     | - contacto con gotas (principalmente) - fecal-oral - venérea - contacto directo (infecciones oculares)   | - faringitis febril aguda - fiebre faringoconjuntival - queratoconjuntivitis epidémica - gastroenteritis infantil | Ninguno                                                                                      | Ninguno                                                                                        | - neutralización del virus - ensayo de hemaglutinación - ELISA                                |
| Coxsackievirus                  | Picornaviridae   | fecal-oral, contacto con gotas                                                                           | Infecciones Coxsackie | Ninguno                                                                                      | Ninguna                                                                                        | Cultivo de células, detección de anticuerpos                                                  |
| virus de Epstein-Barr           | Herpesviridae    | Saliva                                                                                                   | - mononucleosis infecciosa - linfoma de Burkitt | Ninguno                                                                                      | Ninguna                                                                                        | - Detección de anticuerpos - immunoflourescencia - ELISA - Detección de ácidos nucléicos      |
| virus de hepatitis A            | Picornaviridae   | fecal-oral                                                                                               | hepatitis aguda | Inmunoglobulina (profilaxis post-exposición)                                                 | - Vacuna - Inmunoglobulina (profilaxis post-exposición) - evitar la contaminación de alimentos | detección de anticuerpos                                                                      |
| virus de Hepatitis B            | Hepadnaviridae   | - Todos los fluidos corporales (sangre, semen, saliva, leche materna, etc.)                              | - hepatitis aguda - hepatitis crónica - cirrosis hepática - carcinoma hepatocelular | - inmunoglobulina - Adefovir - Entecavir - Interferón alfa-2 Pegilado - Lamivudine           | vacuna                                                                                         | - detección de antígenos víricos - detección de anticuerpos - detección de ácidos nucleicos   |
| virus de Hepatitis C            | Flaviviridae     | - sangre - (sexual)                                                                                      | - hepatitis aguda - hepatitis crónica - cirrosis hepática - carcinoma hepatocelular | - Interferón alfa-2 pegilado - Ribavirin                                                     | Ninguno                                                                                        | - Detección de anticuerpos - Detección de ácidos nucleicos                                    |
| virus de Herpes simplex, tipo 1 | Herpesviridae    | contacto directo con saliva y lesiones                                                                   | - infección primaria por HSV-1 - (gingivostomatitis en niños, tonsilitis & faringitis en adultos, queratoconjuntivitis) - infección latente por HSV-1 (herpes labialis, cold sores) | - aciclovir - famciclovir - foscarnet - penciclovir                                          | Ninguno                                                                                        | - inmunofluorescencia - inmunoperoxidasa - detección de ácidos nucleicos                      |
| virus de Herpes simplex, tipo 2 | Herpesviridae    | - sexualmente - nacimiento                                                                               | - infección primaria por HSV-2 - infección latente por HSV-2 | - aciclovir - famciclovir - foscarnet - penciclovir - cidofovir                              | - evitar el contacto con lesiones - sexo seguro                                                | - cultivo de células - inmunofluorescencia - inmunoperoxidasa - detección de ácidos nucleicos |
| citomegalovirus                 | Herpesviridae    | - lágrimas - orina - semen - saliva - secreciones vaginales - leche materna - cruza la placenta - sangre | - mononucleosis infecciosa - enfermedad de inclusión citomegálica | - ganciclovir - cidofovir - foscarnet                                                        | Ninguno                                                                                        | detección de anticuerpos y ácidos nucleicos                                                   |
| herpesvirus humano, tipo 8      | Herpesviridae    | | sarcoma de Kaposi | muchos en etapa de evaluación                                                                | Ninguno                                                                                        | detección de anticuerpos y ácidos nucleicos                                                   |
| HIV                             | Retroviridae     | - sexual - sangre - leche materna                                                                        | sida | HAART                                                                                        | - zidovudine (perinatalmente) - monitoreo del producto sanguíneo - sexo seguro                 | - ácido nucleico - p24 - detección de anticuerpos                                             |
| virus de Influenza              | Orthomyxoviridae | contacto con gotas                                                                                       | - influenza - (síndrome de Reye) | - amantadine - rimantadine - zanamivir - oseltamivir                                         | - vacuna contra Influenza - amantadine - rimantadine                                           | - Ensayo de Hemaglutinación - detección de antígenos                                          |
| virus del sarampión             | Paramyxoviridae  | contacto con gotas                                                                                       | - sarampión - encefalomielitis postinfecciosa | Ninguno                                                                                      | vacuna MMR                                                                                     | detección de anticuerpos                                                                      |
| virus de las paperas            | Paramyxoviridae  | contacto con gotas                                                                                       | Parotiditis | Ninguno                                                                                      | vacuna MMR                                                                                     | detección de anticuerpos                                                                      |
| Papilomavirus humano            | Papovaviridae    | contacto directo                                                                                         | - lesiones epiteliales hiperplásicas (verrugas comunes, planas, plantares y anogenitales, papilomas laríngeos, epidermodisplasia verruciforme) 55+ (manos/ pies) 30+ (anogenital/ algunas son orales/ de garganta/ respiratorias) - Malignidades para algunas especies (carcinoma cervical, carcinoma de célula escamosa) | - nitrógeno líquido - vaporización con láser - químicos citotóxicos - interferón - cidofovir | - vacuna para HPV - evasión a las verrugas tisulares - sexo seguro                             | - Inspección visual - Detección de Antígenos - Detección de Ácidos Nucleicos                  |
| virus Parainfluenza             | Paramyxoviridae  | contacto con gotas                                                                                       | - croup croup - neumonía - bronquiolitis - resfriado común | Ninguno                                                                                      | Ninguna                                                                                        | Detección de anticuerpos                                                                      |
| Poliovirus                      | Picornaviridae   | fecal-oral                                                                                               | Poliomielitis | Ninguno                                                                                      | vacuna de Polio                                                                                | Detección de anticuerpos                                                                      |
| virus de la Rabia               | Rhabdoviridae    | - Mordedura animal - contacto con gotas                                                                  | Rabia | Profilaxis post-exposición                                                                   | Profilaxis pre y post-exposición                                                               | Histología (post mortem)                                                                      |
| Virus sincitial Respiratorio    | Paramyxoviridae  | contacto con gotas, mano-a-boca                                                                          | - bronqiolitis - neumonía - síndrome similar a influenza - bronquiolitis con neumonia | (ribavirin)                                                                                  | - lavado adecuado de manos - evasión                                                           | detección de anticuerpos y antígenos                                                          |
| virus de la Rubéola             | Togaviridae      | contacto con gotas                                                                                       | - Rubéola - rubéola congénita | Ninguno                                                                                      | vacuna MMR                                                                                     | Detección de anticuerpos                                                                      |
| virus Varicela-zóster           | Herpesviridae    | contacto con gotas                                                                                       | - Varicela - herpes zóster | Varicella: - aciclovir - famciclovir - valacyclovir Zoster: - aciclovir - famciclovir        | - vacuna para Varicela - inmunoglobulina                                                       | - Cultivo de células - Detección de antígenos y ácidos nucleicos                              |

## Diagnóstico y tratamiento
El cuadro clínico utilizado para detectar una infección vírica es la presencia de dolores musculares y articulares severos, fiebre, erupciones cutáneas e inflamación de los ganglios linfáticos. Los exámenes sanguíneos clásicos no son necesarios para detectar las infecciones víricas porque estas no generan un incremento de los glóbulos blancos.  Ciertos exámenes de laboratorio pueden aplicarse cuando se sospecha que el cuadro corresponde a una infección bacteriana. Generalmente, los virus tiene una vida media limitada, de modo que el tratamiento de la virosis se reduce a menudo a tratar los síntomas con medicamentos antipiréticos y analgésicos.